# Buchnera obliqua
Buchnera obliqua är en snyltrotsväxtart som beskrevs av George Bentham. Buchnera obliqua ingår i släktet Buchnera och familjen snyltrotsväxter. Inga underarter finns listade i Catalogue of Life.